# Callistomimus elegans
Espèce
Callistomimus elegans est une espèce de coléoptères de la famille des Carabidae, de la sous-famille des Licininae, de la tribu des Chlaeniini et de la sous-tribu des Callistina. Elle est trouvée en Afrique du Sud.